# Long Live the Royals
Long Live the Royals (en Hispanoamérica, Larga vida a los Royal) es una miniserie animada creada por Sean Szeles (productor de Regular Show) de Cartoon Network. Fue lanzado en 30 de noviembre de 2015 en Estados Unidos y en Hispanoamérica fue estrenado el 15 de mayo de 2016.

## Trama
Long Live the Royals sigue una ficción británica de la Familia Real: El Rey Rufus y la Reina Leonor, sus hijos Rosalind, Peter y Alex. Cómo honran al festival anual del Día de la Liebre de Pascua. La familia debe luchar para gobernar su reino y mantener una familia normal al mismo tiempo. Mientras tanto, el festival continúa con los partidos y las fiestas que la componen.

## Producción
Long Live the Royals es una miniserie fue creado por Sean Szeles. Se hizo de un piloto que creó en 2013. La red de permitir al piloto en su página web oficial en mayo de 2014. Szeles y Jones a trabajar en Regular Show, otra serie en la red, para lo cual Szeles está supervisando el productor. Para este piloto, Szeles ganó un Premio Emmy en la ceremonia anual de 66º en 2014. La miniserie fue anunciada por la red el 19 de febrero de 2015, para su programa de 2015-16. El comediante estadounidense Jon Daly, quien expresó rey Rufus en el piloto, dijo el Mejor Show con Tom Scharpling que él, Horatio Sanz y Gillian Jacobs retomará su actuación de voz papeles en la serie, mientras que el actor británico Hugh Laurie será la voz de otro carácter.
La directora de voz, Linda Lamontagne indicó que ella comenzó a dirigir Long Live the Royals a partir de 2012 en su hoja de vida, bajo el título "The Royals". El corto fue más tarde mencionado en un video promocional para estudios de Cartoon Network, también teniendo en cuenta el mencionado título. Además, Scot Stafford fue el encargado de componer la banda sonora de la misma, así como varias canciones y música del tema, ya en agosto de 2013. Él describió el partido cuando alterna "entre el clavo 1978 del punk" y "nueva onda recreaciones, música corte medieval" y un "sonido orquestal over-the-top moderno y épica".

## Emisión y recepción
El episodio piloto se estrenó el 16 de mayo de 2014, ganó a los premios Primetime Emmy Award en su categoría Outstanding Individual Achievement in Animation en 2014 junto con un piloto "AJ's Infinite Summer" creado por Toby Jones.

### Internacional
La serie fue estrenada en los canales Cartoon Network el 30 de noviembre de 2015 en Estados Unidos. También se estrenará en los canales de Cartoon Network en África el 19 de diciembre de 2015 y en Australia y Nueva Zelanda, el 26 de enero de 2016.

## Episodios

### Microserie
| N.º | Título                                     | Guionista(s)               | Estreno en Estados Unidos | Estreno en Latinoamérica | Audiencia (en millones) |
| --- | ------------------------------------------ | -------------------------- | ------------------------- | ------------------------ | ----------------------- |
| 1 | «I Saw You Dance» «Chapter One»            | Cole Sanchez y Sean Szeles | 30 de noviembre de 2015   | 15 de mayo de 2016       | 1.0                     |
| La familia comienza a planear para el festival, pero los preparativos desmoronarse cuando Peter no tiene éxito en la búsqueda de amigos a la fiesta |                                            |                            |                           |                          |                         |
| 2 | «The Story in Your Eyes» «Chapter Two»     | Sean Szeles                | 1 de diciembre de 2015    | 16 de mayo de 2016       | 1.0                     |
| Rosalind intenta saltarse el festival a favor del concierto de punk rock de su novio, para gran disgusto de Rufus.                                  |                                            |                            |                           |                          |                         |
| 3 | «Playing Hard to Get» «Chapter Three»      | Cole Sanchez y Sean Szeles | 2 de diciembre de 2015    | 17 de mayo de 2016       | 1.0                     |
| Eleanor debe resolver su ronquido cuando se produce problemas en el reino.                                                                          |                                            |                            |                           |                          |                         |
| 4 | «The Night Begins to Shine» «Chapter Four» | Calvin Wong                | 3 de diciembre de 2015    | 18 de mayo de 2016       | 0.9                     |
| Como la fiesta de la fiesta comienza, Alex escapa para recuperar el Yule Hare de Lore.                                                              |                                            |                            |                           |                          |                         |

## Reconocimientos
| Año  | Premio                | Categoría                                       | Nominación(es) | Resultado |
| ---- | --------------------- | ----------------------------------------------- | -------------- | --------- |
| 2014 | Primetime Emmy Awards | Outstanding Individual Achievement in Animation | Sean Szeles    | Ganador   |